# Platia Kotzia
Die  Platia Kotzia (griechisch Πλατεία Κοτζιά Platía Kotziá, deutsch ‚Kotzias-Platz‘) auch bekannt als Platía Ethnikís Andistáseos (Πλατεία Εθνικής Αντιστάσεως ‚Platz des Nationalen Widerstands‘) ist ein Platz in der griechischen Hauptstadt Athen. Namensgeber ist der ehemalige Bürgermeister der Stadt Kostas Kotzias.

## Lage und Gestaltung

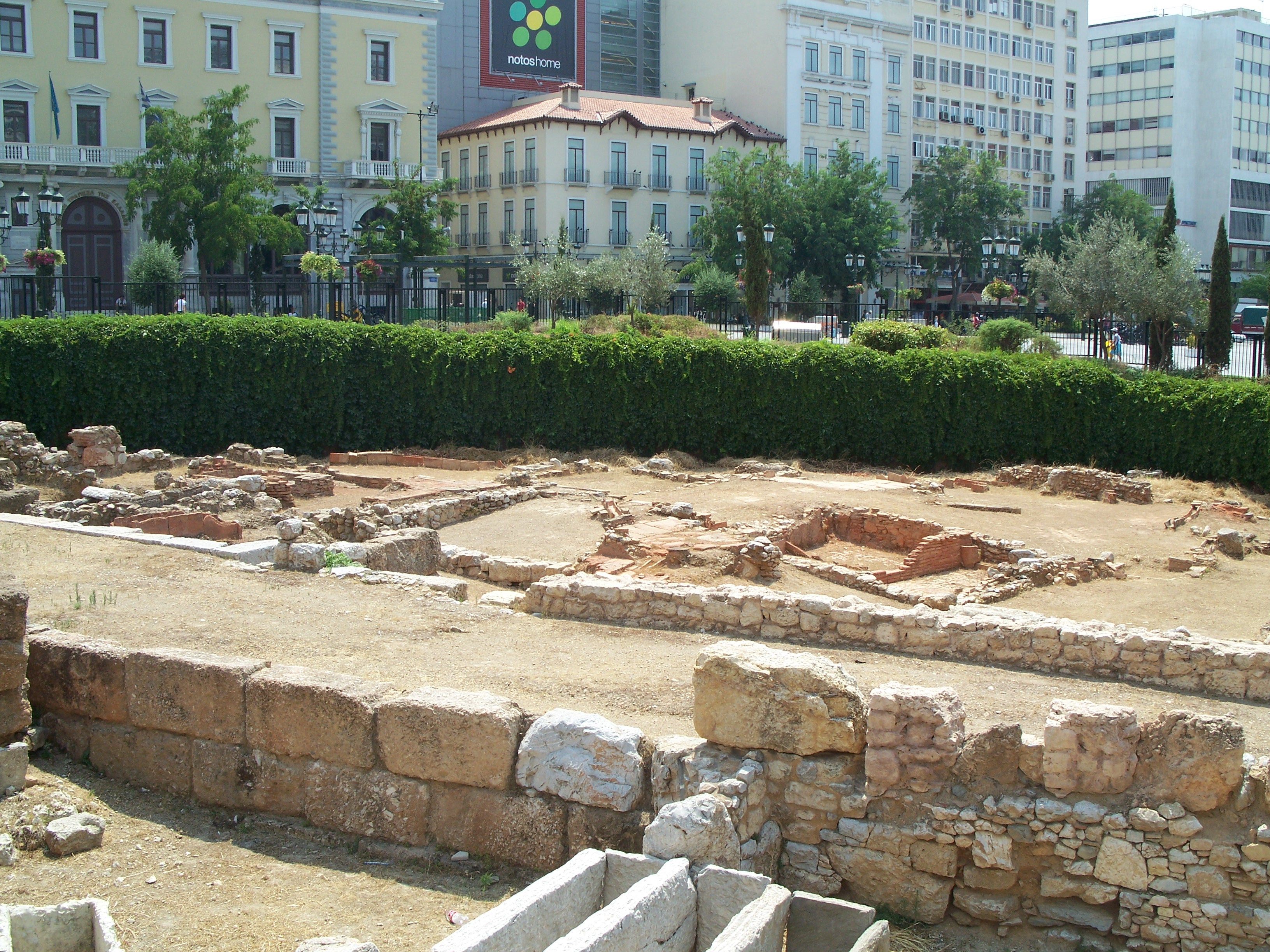
Ausgrabungen am Kotzia-Platz

Die Platia Kotzia wurde 1874 unter dem Namen Platia Loudovikou (Πλατεία Λουδοβίκου ‚Ludwigs-PLatz‘) errichtet. Benannt war der Platz nach Ludwig I. von Bayern. An der südlichen Seite des Platzes befindet sich das Megaro Mela, ein repräsentatives Stadtpalais, das heute von einer Bank genutzt wird. Im Westen befindet sich das Athener Rathaus und auf der gegenüberliegenden Seite die National Bank of Greece.
Die Platia Kotzia hat einen achteckigen Springbrunnen, in den die Skulptur Theseus der griechischen Bildhauerin Sofia Vari (1940–2023) integriert ist. Eine Teilfläche des Platzes besteht aus antiken Ausgrabungen mit Straßen, Gräbern und kleinen Gebäuden.

## Veranstaltungen
Die Platia Kotzia war während den Olympischen Sommerspiele 2004 in Athen Start und Ziel der beiden Straßenrennen im Radsport.